# Euphoria (canção)
"Euphoria" é uma canção da cantora Loreen que representou a Suécia no Festival Eurovisão da Canção 2012.
A referida canção foi interpretada em Inglês por Loreen. Na segunda semifinal foi a décima-primeira canção a ser interpretada, a seguir a canção da Croácia "Nebo", cantada por Nina Badrić e antes da canção da Geórgia "I'm a Joker", cantada por Anri Jokhadze. Terminou a competição em 1.º lugar com 181 pontos, conseguindo passar à final.
Na final foi a décima-sétima canção a ser interpretada na noite do festival, a seguir à canção da Grécia "Aphrodisiac", cantada por Eleftheria Eleftheriou e antes da canção da Turquia "Love Me Back", cantada por Can Bonomo. Terminou a competição em 1.º lugar (entre 25 participantes), tendo recebido um total de 372 pontos.

## Autores
| AUTORES                                 |
| --------------------------------------- |
| Letrista: Thomas G:son, Peter Boström   |
| Compositor: Thomas G:son, Peter Boström |

## Faixas do single
- CD single

1. "Euphoria" (Single version) – 3:00
2. "Euphoria" (Carli Remix version) – 5:44
3. "Euphoria" (Alex Moreno Remix version) – 6:39
4. "Euphoria" (Carli Dub version) – 5:44
5. "Euphoria" (Alex Moreno Remix radio edit) – 3:23
6. "Euphoria" (Carli Remix radio edit) – 3:50
7. "Euphoria" (Instrumental version) – 3:00

- Digital download

1. "Euphoria" (Single version) – 3:01
2. "Euphoria" (Karaoke version) – 3:01
3. "Euphoria" (Instrumental) – 2:59

- Digital EP – Remixes

1. "Euphoria" (Carli Remix version) – 5:43
2. "Euphoria" (Alex Moreno Remix version) – 6:39
3. "Euphoria" (Alex Moreno Remix radio edit) – 3:24
4. "Euphoria" (Single version) – 3:01

## Lançamento
| País   | Data                    | Formato          | Gravadora    |
| ------ | ----------------------- | ---------------- | ------------ |
| Suécia | 26 de Fevereiro de 2012 | Download digital | Warner Music |
| Itália | 28 de Maio de 2012      | Airplay          | Warner Music |

## Video
Canais de música TV inicialmente usaram a performance do Melodifestivalen 2012 como o vídeo oficial da música. Loreen mais tarde confirmou o lançamento de um vídeo oficial da música. Loreen twittou fotos do set do vídeo da música que foi filmado em 13 de junho de 2012. O vídeo estreou em 5 de julho no canal do YouTube Warner Music Sweden.

## Lista de posições

### Listas nacionais de singles
| Lista (2012)       | Melhor Posição |
| ------------------ | -------------- |
| Alemanha           | 1              |
| Austrália          | 36             |
| Bélgica (Flandres) | 1              |
| Bélgica (Valônia)  | 14             |
| Dinamarca          | 1              |
| Espanha            | 2              |
| Estónia            | 3              |
| Finlândia          | 1              |
| França             | 34             |
| Irlanda            | 1              |
| Islândia           | 1              |
| Países Baixos      | 2              |
| Noruega            | 1              |
| Reino Unido        | 3              |
| Suécia             | 1              |
| Suíça              | 1              |
| Áustria            | 1              |

### Outras listas
| Lista (2012)                            | Melhor Posição | Listagem                                                     |
| --------------------------------------- | -------------- | ------------------------------------------------------------ |
| Suécia Digilistan                       | 1              | Lista oficial de download (top 60)                           |
| Finlândia Suomen virallinen latauslista | 1              | Lista oficial de download (top 30)                           |
| Israel Media Forest                     | 3              | Programas de Rádio (top 10)                                  |
| Roménia Romanian Top 100                | 54             | Programas de Rádio (top 100)                                 |
| Espanha Lista de Radio Musical          | 1              | Shows de rádio (top 50)                                      |
| União Europeia Euro Airplay Top 100     | 15             | Programas de Rádio (top 100), com base em 29 países europeus |
| Israel Click2Dance                      | 2              | Sem descrição                                                |
| Lituânia Lithuania Top 40               | 4              | Sem descrição                                                |
| Rússia Tophit                           | 107            | Sem descrição                                                |
| Estónia Eesti Radio Sky Plus Top 40     | 1              | Sem descrição                                                |
| União Europeia Euro Digital Top 200     | 75             | A música mais descarregada em 16 países europeus.            |